# Josep Piera Rubio
Josep Piera Rubio   (Beniopa, 30 de maig de 1947) és un poeta, escriptor, narrador i traductor valencià en llengua catalana.

## Trajectòria
Llicenciat en Magisteri, com a poeta s'inicià amb una participació en el recull col·lectiu Carn fresca, de joves poetes valencians. S'integraria de ple en la que es va anomenar generació dels 70, i va ser un dels fundadors de la revista literària Cairell. Ha publicat també nombroses col·laboracions en altres publicacions literàries (Èczema, Caràcters) i en la premsa diària (Avui, Levante-EMV). Els seus llibres, tant en vers com en prosa, han estat guardonades amb els premis més importants per a obres en català, com ara el Carles Riba o el Josep Pla.
Ha cultivat profusament la narració autobiogràfica, inspirada en les experiències dels seus nombrosos viatges pel Mediterrani, amb llargues estades a Grècia, a Itàlia i al Marroc, i en els paisatges de la Drova (a Barx), on estiuejava de petit i on es va instal·lar a partir del 1974. Ha publicat, així mateix, biografies de personatges com Ausiàs March i sant Francesc de Borja.
Fruit del seu interès per la poesia àrab són les seves versions al català de diversos poetes de l'orient d'al-Àndalus, i especialment d'Ibn Khafaja. També ha traduït el poeta italià Sandro Penna. Algunes obres seves han estat traduïdes al castellà, a l'anglès i a l'italià.
De la seva faceta d'animador cultural, cal destacar la direcció de les activitats de l'Any del Tirant (la commemoració dels 500 anys de l'aparició de Tirant lo Blanc) i la direcció de publicacions de l'editorial Tres i Quatre.
El 1972 es va casar amb la pedagoga Marifé Arroyo, una de les primeres que va introduir el valencià a l'escola pública.
El 1976 va publicar el primer llibre de poemes, Renou: la pluja ascla els estels i, dos anys més tard, El somriure de l'herba. El 1991 va publicar els seus poemes en el recull Dictats d'amors (Poesia 1971-1991). Posteriorment, publicaria En el nom de la mar (1999), El jardí llunyà (2000) i Cants i encants (2004). La seva primera novel·la —gènere que poc després canviaria per la narració en primera persona— va ser Rondalla del retorn (1977). Els seus llibres, que d'alguna manera es mouen entre el relat intimista i les memòries, sovint descriuen viatges i, al mateix temps, exploren la més íntima natura de l'ésser humà: El cingle verd (1982), Estiu grec (1985), Un bellíssim cadàver barroc (1987), Ací s'acaba tot (1993), Seduccions de Marràqueix (1996) i A Jerusalem (2005). El 2001 publica Jo sóc aquest que em dic Ausiàs March, una biografia literària del gran poeta del segle xv. El seu últim llibre, Puta postguerra (2007) és la continuació d'El temps feliç, part de les memòries que publicà el 2001. Ha rebut molts premis, entre altres el Premi Carles Riba de poesia, els premis Andròmina i Josep Pla de prosa, i el Premi d'Honor de les Lletres Catalanes.
El 2008, la revista L'Aiguadolç li dedicà un número monogràfic, i el 2011 l'Acadèmia Valenciana de la Llengua l'homenatjà amb una jornada en què intervingueren diversos estudiosos de la seva obra. És membre de la Secció Filològica de l'Institut d'Estudis Catalans.
L'any 2020 va rebre una de les Beques per a la creació literària de la Institució de les Lletres Catalanes pel projecte Memòries setanteres.
També ha estat vicepresident de l'Associació d'Escriptors en Llengua Catalana i del Centre Català del PEN Club. El 1991, la Generalitat de Catalunya li va concedir la Creu de Sant Jordi. El 2010, l'Ajuntament de Gandia va acordar atorgar-li la distinció de Fill Predilecte de Gandia. El 2023 va rebre el Premi d'Honor de les Lletres Catalanes.
El febrer de 2025 va publicar una reedició revisada d'Ací s'acaba tot, amb un epíleg inèdit, a l'editorial Cap de brot edicions. Aquest és el primer llibre que publica des que va rebre el Premi d'Honor de les Lletres Catalanes i, tal com va afirmar ell mateix, aquesta reedició li ha permès reviure el viatge a Sicília i, alhora, fer un treball de reescriptura que l'ha rejovenit.

## Obra

### Poesia
- 1973 Natanael. Gandia: Ajuntament de Gandia. Premi Ausiàs Marc 1972.
- 1976 Renou: la pluja ascla els estels. Renou. València: Eliseu Climent. Col. «Tres i Quatre».
- 1978 Presoners d'un parèntesi. Barcelona: Llibres del Mall.
- 1979 Crits baden la tarda melodiosa. València: Septimomiau.
- 1980 El somriure de l'herba. Pròleg de Jaume Pont. Barcelona: Proa; El somriure de l'herba/La sonrisa de la hierba. Edició i traducció de Marc Granell. Paiporta: Denes, 2008.
- 1980 Esborranys de la música. Palma: Tafal.
- 1981 Mel-o-drama. Postfaci de Josep Lluís Seguí. Barcelona: Edicions 62.
- 1981 Brutícia. Pròleg de Jaume Pont. Barcelona: Llibres del Mall.
- 1985 Maremar. Barcelona: Edicions 62.
- 1987 Antologia. Pròleg d'Enric Sòria. València: Consorci d'Editors Valencians, col. «Gregal» 11.
- 1990 Setembre a Sicília. Barcelona: Cafè Central, 1990. Plaquette.
- 1991 Dictats d'amors (poesia 1971-1991). Pròleg d'Eduard J. Verger. Barcelona: Edicions 62.
- 1991 Sentir. Lleida: Ajuntament de Lleida. Acompanya el núm. 4-5 de la revista Urc.
- 1993 En blau. Màlaga: Ajuntament de Màlaga.
- 1999 En el nom del mar. Barcelona: Empúries.
- 2000 En el nom de la mar... i un inèdit, 1991-2000. Palma: Universitat de les Illes Balears.
- 2004 Cants i encants. Epíleg d'Àngel Terron; dibuixos de Ramon Canet. Muro: Ensiola.
- 2007 Grècia. València: Institució Alfons el Magnànim; Grecia. Trad. d’Emilio Coco a l’italià, 2009; Grèce. Trad. de Daría Rolland Pérez al francés; Grecia, traducció al castellà, 2009. Col. «Els Plecs del Magnànim».
- 2008 Monodia de l'absència/Monodia de la ausencia. Pròleg de José Luis Falcó. Versions de Susanna Rafart et alii. Paiporta: Denes.
- 2008 La poesia. Barcelona: Institució de les Lletres Catalanes-UnescoCat.
- 2013 El temps trobat. Alzira: Bromera.
- 2014 L'art antic del crit escrit. Il·lust. d'Amaia Arrazola; cur. de Víctor Gómez Labrado. Algemesí: Andana, 2014. Poesia infantil i juvenil.
- 2018 Poesia completa 1971-2018. Pròleg de Maria Josep Escrivà. Epíleg de Jaume C. Pons Alorda. València: Institució Alfons el Magnànim.

### Narrativa breu
- 1979 La parella
- 1981 El gran Guerau

### Novel·la
- 1978 Rondalla del retorn

### Narracions de viatges
- 1982 El cingle verd
- 1985 Estiu grec
- 1986 Les quatre estacions (amb Joan M. Monjo i Ignasi Mora)
- 1987 Un bellíssim cadàver barroc
- 1993 Ací s'acaba tot
  - 2025. Ací s'acaba tot, edició revisada i actualitzada per l'autor (editat per Cap de brot edicions)[12]
- 1996 Seduccions de Marràqueix
- 2000 El jardí llunyà
- 2005 A Jerusalem

### Infantil i juvenil
- 1985 La raboseta i el rabosot
- 1986 Peret i Marieta
- 1989 En la ciutat dels jocs

### Crítica literària i assaig
- 1983 «Narracions» d'Ernest Martínez Ferrando
- 1983 El poetes aràbigo-valencians
- 1995 Gandia i la Safor
- 1995 El paradís de les paraules
- 2000 Els arrossos de casa
- 2011 El somni d'una pàtria de paraules (Bromera)
- 2016 Mai no és tard. Vinyoliana (Publicacions de la Universitat de València)
- 2018 El llibre daurat : la història de la paella com no s'ha contat mai (Pòrtic)

### Biografia, memòries i dietaris
- 2001 Jo sóc aquest que em dic Ausiàs March
- 2001 Francesc M. Miret, l'últim poeta romàntic (amb Antoni López i Quiles i Enric Ferrer Solivares)
- 2001 El temps feliç
- 2003 Arran del precipici
- 2007 P*** postguerra (Barcelona: Edicions 62)
- 2009 Francesc de Borja (Barcelona: Edicions 62)
- 2012 Joc de daus (Barcelona: Edicions 62)
- 2020 Els fantàstics setanta 1969-1974. València: Institució Alfons el Magnànim
- 2023 Canvi de rumb. Els fantàstics setanta 1975-1979. València: Institució Alfons el Magnànim

### Traduccions
- Trobadors amb turbant. Diwan Andalusí. Barcelona: Edicions de 1984 (2017)
- Ibn Khafaja, Jardí ebri. Tria del divan traduïda directament de l'àrab per Josep Piera amb la col·laboració de Josep R. Gregori. Barcelona: Edicions 62, 2002
- Poemes de l'orient d'al-Andalus, Barcelona: Edicions 62, 1983
- Sandro Penna, Poemes (1927-1938). Barcelona: Columna, 1992

## Premis
- 1972 - Ausiàs Marc de poesia per Natanael
- 1977 - Andròmina per Rondalla del retorn
- 1979 - Carles Riba per El somriure de l'herba
- 1981 - Josep Pla per El cingle verd
- 1986 - Premi de la Crítica del País Valencià per Les quatre estacions
- 1994 - Premi Josep Vallverdú per El paradís de les paraules
- 1996 - Premi de la Crítica Serra d'Or d'assaig per El paradís de les paraules
- 1996 - Premi Sant Joan per Seduccions de Marràqueix
- 2011 - Premi Mancomunitat de la Ribera Alta d'assaig per El somni d'una pàtria de paraules[16]
- 2013 - Premi Alfons el Magnànim de poesia per El temps trobat
- 2023 - Premi d'Honor de les Lletres Catalanes[13]